# Ланкастер, Джозеф
Джозеф Ланкастер (25 ноября 1778, Лондон — 23 октября 1838, Нью-Йорк) — английский педагог, новатор народного образования.

## Биография
Родился 25 ноября 1778 года в Лондоне в семье лавочника Ричарда Ланкастера; мать — Сара Фолкс.
Примкнув к квакерскому движению, при поддержке своего отца основал бесплатную начальную школу. В 1801 году он открыл бесплатную школу, в которой стала применяться оригинальная форма учебной работы, сущность которой состояла в обучении более старшими и знающими учениками учеников младшего возраста. Школа в 1805 году стала называться Королевской бесплатной школой, при поддержке Джона Рассела, а также герцогов Эдуарда Августа и Августа Фредерика. В 1808 году Уильям Аллен, Джозеф Фокс и Сэмюэль Уитбред создали «Общество содействия ланкастерской системе образования бедных» (англ. The Society for Promoting the Lancasterian System for the Education of the Poor; с 1814 года — англ.  British and Foreign School Society for the Education of the Labouring and Manufacturing Classes of Society of Every Religious Persuasion) и при содействии Вильяма Корстона и Фокса в 1809 году Ланкастер организовал Центральную школу взаимного обучения в Лондоне, а в 1818 году — первую школу, которая готовила учителей для школ его системы. В 1811 году насчитывалось уже 95 школ Ланкастерской системы, и в них учились 30 тысяч учеников.
После первоначальных успехов ланкастерские школы подверглись критике за низкие стандарты и суровую дисциплину. Ланкастер отвергал традиционные телесные наказания, но непослушные дети могли оказаться связанными в мешках или поднятыми над классом в клетках. Роберт Саути писал в 1812 году, указывая на примеры наказаний, перечисленных в трудах Ланкастера: «Каким бы неприятным ни было применение розг […], оно представляется мудрым и гуманным орудием наказания по сравнению с ярмами и кандалами, веревками, оковами и клетками мистера Ланкастера». 
С 1812 года он пытался внедрить систему взаимного обучения в среднюю школу, но потерпел неудачу. После первоначального признания Ланкастерской системы королевской семьёй, англиканская церковь не приняла её.
В 1818 году Ланкастер с семьёй эмигрировал в США, где ещё в 1806 году Девитт Клинтон по инициативе Томаса Эдди, который знал о работах Ланкастера через Патрика Кохуна в Лондоне, открыл ланкастерскую школу. В мае 1824 года он приехал в Колумбию; жил с 1825 по 1827 год в Каракасе; женился там во второй раз и на свадьбе присутствовал Симон Боливар. Однако дела в Каракасе для Ланкастера шли плохо и в апреле 1827 года он тайно покинул Боливию, сначала отплыв на острова Сент-Томас и Санта-Крус, а в июне прибыв в Нью-Хейвен. С 1828 года жил в Канаде, но не получив там финансирования для своей деятельности, вернулся в США.
Умер 23 октября 1838 года в Нью-Йорке от травм, полученных после попадания под экипаж.
Свою педагогическую систему Ланкастер описал в двух книгах: «Improvement in Education» (Лондон, 1805) и «The British System of Education» (1810).